# E. Jean Carroll contra Donald J. Trump
E. Jean Carroll contra Donald J. Trump es el nombre de dos demandas relacionadas entre sí por parte de E. Jean Carroll contra Donald Trump, que fue el 45º presidente de los Estados Unidos. Las dos demandas resultaron en un total de $88,3 millones en daños otorgados a Carroll; ambos casos están bajo apelación. Los dos casos, presididos por el juez Lewis Kaplan, estaban relacionados con la acusación de Carroll a mediados de 2019 (mientras Trump estaba en el cargo) de que la agredió sexualmente a finales de 1995 o principios de 1996. Trump negó las acusaciones, lo que llevó a Carroll a demandarlo por difamación en noviembre de 2019.
En noviembre de 2022 Carroll presentó su segunda demanda contra Trump, renovando su denuncia por difamación y agregando una reclamación por agresión bajo la Ley de Sobrevivientes Adultos, una ley de Nueva York que permite a las víctimas de agresión sexual presentar demandas civiles más allá de los plazos de prescripción vencidos. Esta demanda fue a juicio en abril de 2023. La evidencia incluyó testimonios de dos amigos con los que Carroll habló después del incidente, una fotografía de Carroll con Trump en 1987, testimonio de dos mujeres que habían acusado por separado a Trump de agresión sexual, imágenes de la cinta de Trump de Access Hollywood y su declaración de octubre de 2022. Un veredicto del jurado en mayo de 2023 declaró a Trump responsable de abusar sexualmente y difamar a Carroll, y le ordenó pagarle 5 millones de dólares por daños. Trump apeló e hizo una contrademanda infructuosa. En julio de 2023 el juez Kaplan aclaró que el jurado había determinado que Trump había violado a Carroll según la definición común de la palabra.
En septiembre de 2023 Kaplan emitió una sentencia sumaria parcial sobre la primera demanda, encontrando a Trump responsable de difamación a través de sus declaraciones de 2019. El veredicto del jurado del juicio de enero de 2024 fue de 83,3 millones de dólares en daños adicionales. Para apelar, Trump obtuvo una fianza por esta cantidad más el 10 por ciento.

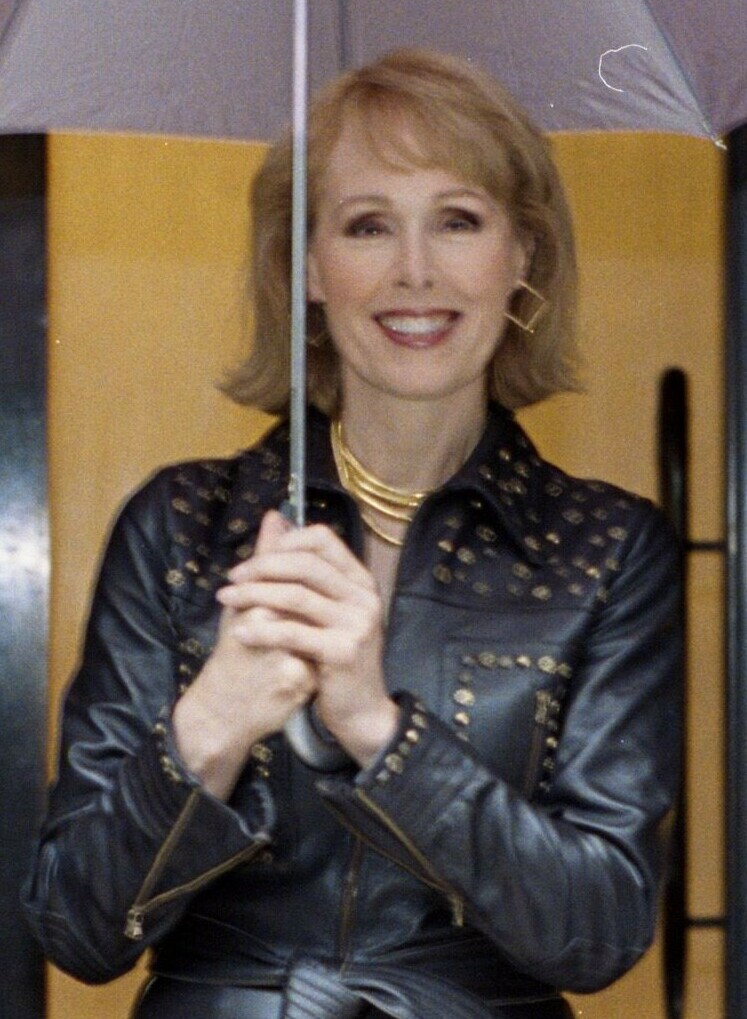
E. Jean Carroll en 2006.

El 21 de junio de 2019, E. Jean Carroll publicó un artículo en la revista New York donde afirmaba que Donald Trump la había agredido sexualmente a finales de 1995 o principios de 1996 en los grandes almacenes Bergdorf Goodman en la ciudad de Nueva York. Contrariamente a la afirmación posterior de Trump de que ella era una «mujer que entonces tenía casi sesenta años», ella es menos de tres años mayor que Trump, tenía 52 años en ese momento y él 49. Se publicaron más detalles del presunto incidente en el libro de Carroll de 2019 ¿Para qué necesitamos a los hombres?: Una propuesta modesta. Carroll dijo que al salir de la tienda se topó con Trump y este le pidió ayuda para comprar un regalo para una mujer. Después de que ella sugiriera un bolso o un sombrero, supuestamente los dos pasaron a la sección de lencería y bromearon acerca de que el otro se probara algo. Carroll dijo que terminaron juntos en un camerino, cuya puerta estaba cerrada, y Trump la besó con fuerza, le bajó las medias y la violó antes de que pudiera escapar. Manifestó que el presunto incidente duró menos de tres minutos, tiempo durante el cual no había ningún vendedor presente en el departamento. Lisa Birnbach y Carol Martin dijeron a la revista New York que Carroll les había relatado a ellas poco después la presunta agresión.
Las acusaciones se hicieron durante la administración Trump. En una declaración oficial del gobierno, Trump negó haber conocido a Carroll, la acusó de intentar vender libros, dio a entender que tenía una agenda política, comparó la acusación con una contra el juez de la Corte Suprema Brett Kavanaugh y dijo que Bergdorf Goodman había confirmado que no existía registro del presunto incidente. Trump pidió además al público que proporcione información que indique que Carroll estaba conspirando con el Partido Demócrata o la revista New York. Trump declaró por separado en una entrevista con The Hill que Carroll estaba «mintiendo totalmente» y que «ella no es mi tipo». Carroll proporcionó a Nueva York una fotografía de ella y su entonces esposo John Johnson socializando con Trump y su entonces esposa Ivana Trump en 1987. Trump desestimó su significado y dijo: «De pie con mi abrigo en una fila (...) de espaldas a la cámara. No tengo idea de quién es ella».
Carroll inicialmente decidió no describir la presunta agresión sexual como violación, sino que la describió como una pelea. «Mi palabra es lucha. Mi palabra no es palabra de víctima... Luché».
Un par de semanas después de que se publicara el artículo de la revista New York, Carroll se encontró con el abogado George Conway (crítico de Trump y esposo de Kellyanne Conway), quien le dijo que presentara una demanda por difamación y la ayudó a encontrar un abogado. Luego, Conway escribió para el The Washington Post animando a los lectores a creer en Carroll.

## Litigio inicial y asuntos relacionados

### Demanda por difamación originalCarroll I(noviembre de 2019 – abril de 2023)
En noviembre de 2019, Carroll presentó una demanda por difamación ante la Corte Suprema de Nueva York. La demanda afirmaba que Trump había dañado su reputación, la había perjudicado sustancialmente a nivel profesional y le había causado dolor emocional.
 

Hace décadas, el actual presidente de Estados Unidos me violó. Cuando tuve el coraje de hablar sobre el ataque, difamó mi persona, me acusó de mentir para beneficio personal e incluso insultó mi apariencia. Ninguna mujer debería tener que afrontar esto. Pero esta demanda no se trata sólo de mí. Presento esto en nombre de todas las mujeres que alguna vez han sido acosadas, agredidas, silenciadas o denunciadas sólo para ser avergonzadas, despedidas, ridiculizadas y menospreciadas.

Después de que se presentó la demanda, la secretaria de prensa de la Casa Blanca, Stephanie Grisham, describió la demanda como «frívola» y la historia de Carroll como fraudulenta.

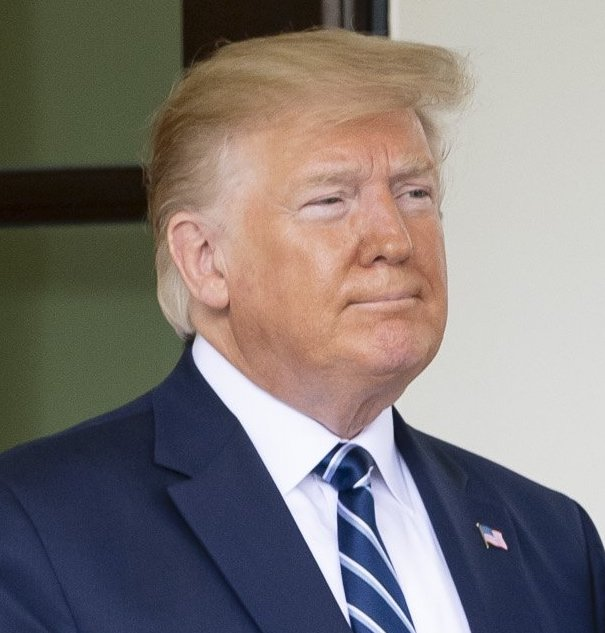
El presidente Donald Trump en 2019.

En enero de 2020, los abogados de Carroll presentaron una solicitud de una muestra de ADN de Trump para «análisis y comparación con ADN masculino no identificado presente» en un vestido negro que llevaba cuando ocurrió la presunta agresión. En diciembre de 2020, Carroll dijo que estaba dispuesta a retrasar la recolección de la muestra y el testimonio de Trump a cambio de un acceso más temprano a otros registros relevantes. La solicitud de muestra de ADN incluía un informe de ADN de Carroll y otras cinco personas que pudieron haber entrado en contacto con el vestido durante una sesión de fotos.
En septiembre de 2020, abogados gubernamentales del Departamento de Justicia afirmaron que Trump había actuado en su capacidad oficial mientras respondía a la acusación de Carroll; dijeron que la Ley Federal de Reclamaciones por Agravios otorga a su departamento el derecho de tomar el caso de los abogados privados de Trump y trasladarlo a un tribunal federal. Un funcionario de la Casa Blanca también argumentó que la ley sienta un precedente para que el gobierno ejerza este derecho. La abogada de Carroll, Roberta Kaplan, afirmó que «el esfuerzo de Trump por ejercer el poder del gobierno de Estados Unidos para evadir la responsabilidad por su mala conducta privada no tiene precedentes». En octubre de 2020, el juez del Tribunal de Distrito de EE. UU. Lewis Kaplan (sin relación con Roberta Kaplan) rechazó la moción del Departamento de Justicia, dictaminando que el presidente no es un empleado del gobierno y que los comentarios de Trump no estaban relacionados con su trabajo como tal. El mes siguiente, el Departamento de Justicia presentó una apelación ante el Tribunal de Apelaciones del Segundo Circuito.
En junio de 2021 (durante la administración Biden), el Departamento de Justicia argumentó ante el Tribunal de Apelaciones del Segundo Circuito que los abogados del Departamento de Justicia deberían defender a Trump como empleado federal, afirmando: «Hablar con el público y la prensa sobre asuntos de interés público es sin duda parte de un trabajo de funcionario electo». El 27 de septiembre de 2022, el tribunal de apelaciones pasó la cuestión de si Trump estaba protegido por su anterior cargo como presidente de Estados Unidos al tribunal de apelaciones del Distrito de Columbia (DC). La abogada de Trump, Alina Habba, elogió el fallo como una reversión de la postura del Tribunal de Distrito (que los comentarios no eran asuntos ejecutivos).
En enero de 2023, el tribunal de apelaciones del Distrito de Columbia (DC) celebró argumentos orales ante un panel completo de jueces. Los abogados de Trump argumentaron que sus comentarios entraban dentro del ámbito de su empleo, mientras que algunos jueces señalaron que la ley de DC responsabiliza a los empleadores cuando sus empleados causan daños a personas en el ámbito de su empleo, pero no de otro modo. La jueza Catharine Easterly señaló que los casos de responsabilidad del empleador generalmente tienen un expediente judicial y un veredicto del jurado al que referirse, mientras que el juez John Howard cuestionó si se justificaba una mayor investigación de los hechos.
En marzo de 2023, el juez Kaplan dictaminó que la infame cinta de Access Hollywood sobre Trump y los testimonios de Jessica Leeds y Natasha Stoynoff (quienes alegan que Trump comenzó a manosearlas sin permiso) serían admisibles en el juicio de la demanda original. Luego pospuso el juicio por la demanda por difamación mientras el tribunal de apelaciones continuaba deliberando.
El 21 de abril de 2023, la Corte de Apelaciones del Segundo Circuito dijo que no debería ser responsable de decidir la cuestión de si Trump había actuado dentro del alcance de su papel como presidente cuando hizo comentarios públicos sobre Carroll, y devolvió el asunto al Tribunal de Distrito para que decidiera el juez Kaplan. En julio, el Departamento de Justicia se retractó de su posición de que Trump actuaba en su capacidad oficial.

### Declaración de Trump (octubre de 2022)
El 12 de octubre de 2022 Trump publicó una extensa publicación en su red social Truth Social contra E. Jean Carroll, a la que adjuntó una fotografía de ella de junio de 2019. Más tarde, Carroll afirmaría con éxito esta publicación como difamatoria en su demanda contra él.
 

Este caso de la "Sra. Bergdorf Goodman" es una completa estafa... No conozco a esta mujer, no tengo idea de quién es, aparte de que parece que tomó una foto mía hace muchos años, con su marido, dándome la mano en una fila de recepción en un evento benéfico de celebridades. Ella inventó por completo la historia de que la encontré en las puertas de unos grandes almacenes llenos de gente en la ciudad de Nueva York y, en cuestión de minutos, la "desmayé". Es un engaño y una mentira, como todos los demás engaños que me han jugado durante los últimos siete años. ... No tiene idea de qué día, qué semana, qué mes, qué año o en qué década supuestamente tuvo lugar este llamado "evento". La razón por la que no lo sabe es porque nunca sucedió y no quiere quedar atrapada en detalles o hechos que puedan demostrarse incorrectos. Si miras la entrevista de Anderson Cooper con ella, donde estaba promocionando un libro realmente malo, verás que es una completa estafa. Cambió su historia de principio a fin, después de la pausa comercial, para adaptarla a los propósitos de CNN y Andy Cooper. ... Para que conste, E. Jean Carroll no está diciendo la verdad, es una mujer con la que no tuve nada que ver, no la conocía y no tendría ningún interés en conocerla si alguna vez tuviera la oportunidad.

## Demanda por agresión y difamación (noviembre de 2022-presente)

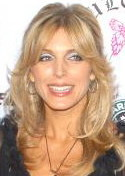
Exesposa de Trump, Marla Maples, con quien Trump confundió a Carroll en la fotografía de 1987 de los dos últimos juntos

El 24 de noviembre de 2022, Carroll demandó a Trump por agresión en virtud de la Ley de Sobrevivientes Adultos (una ley aprobada en mayo anterior que permite a las víctimas de agresión sexual presentar demandas civiles más allá de los plazos de prescripción vencidos). Carroll hizo un nuevo reclamo de difamación, citando las declaraciones de Trump en Truth Social de octubre. La segunda demanda alega que: Trump maltrató a Carroll, «le bajó las medias», le tocó los genitales y la violó; esto presuntamente dejó a Carroll incapaz de desarrollar relaciones sexuales. Carroll pidió una indemnización no especificada por los dos cargos y que Trump se retractara de sus declaraciones de Truth Social sobre ella. Los abogados de Trump dijeron en un expediente judicial del 19 de diciembre que solicitarían una desestimación parcial de la demanda sobre la base de que la ley de Nueva York no es válida debido a que supuestamente contradice la constitución del estado en materia de debido proceso. El juez Kaplan fijó la fecha del juicio para el 25 de abril de 2023 y denegó la solicitud de desestimar la demanda.
Como el caso es el segundo que se llama E. Jean Carroll v. Donald J. Trump, se distingue por el nombre Carroll II.

### Juicio (abril-mayo de 2023)
El juicio comenzó el 25 de abril de 2023 en el tribunal federal del Tribunal de Distrito de Estados Unidos para el Distrito Sur de Nueva York. Ese día, el juez seleccionó un jurado de seis hombres y tres mujeres, anónimos incluso para el juez, y se dispuso que los alguaciles estadounidenses transportarían al jurado desde un garaje subterráneo durante todo el juicio. En sus declaraciones iniciales ese día, el juez aconsejó a ambos abogados que dijeran a sus clientes que evitaran comentarios que pudieran "inspirar violencia".
El 26 de abril Carroll testificó; dijo que no sabía si algún empleado estuvo presente durante el presunto incidente porque el departamento estaba en una historia diferente y ella estaba concentrada en subir las escaleras mecánicas, aunque también supuso que el encuentro sería una anécdota humorística. Ella dijo que después de entrar al camerino, Trump la puso contra la pared (lastimándole la parte posterior de la cabeza) y la penetró digitalmente antes de hacerlo con su pene, causándole dolor vaginal. Dijo que luchó contra Trump y que, al salir de la tienda, estaba «extremadamente nerviosa» e incrédula por lo sucedido. Habló con su amiga Lisa Birnbach por teléfono y pensó: «Si Lisa pensó que era divertido, entonces no fue algo malo y no hice ninguna estupidez», recuerda Carroll haber pensado. «No lo había procesado. No había procesado lo que estaba pasando». Birnbach le dijo a Carroll, quien se reía por teléfono, que no era gracioso, que Carroll había sido violada y que debía denunciar la agresión a la policía, testificó Carroll.
Carroll dijo que la noche siguiente se lo contó a su amiga y Carol Martin, quien supuestamente confirmó el temor de Carroll de que si hablaba públicamente del incidente, Trump tomaría represalias a través de su equipo legal. Además, reconoció su disgusto político hacia Trump, pero dijo: «Estoy ajustando cuentas personales porque él me llamó mentirosa repetidamente y eso realmente ha diezmado mi reputación». Dijo que no hizo pública la campaña de Trump en 2016 porque «cuanto más mujeres se acercaban a acusarlo, mejor le iba en las encuestas». Además, Carroll dijo que inicialmente pensó que el incidente ocurrió en 1994 o 1995, hasta que se dio cuenta de que Lisa Birnbach visitó Mar-a-Lago para escribir una historia en Nueva York en febrero de 1996 sobre Trump (después de 5–6 meses de comunicarse por teléfono), lo cual, según Carroll, no habría ocurrido si su amiga hubiera sabido sobre el presunto ataque.
También el 26 de abril, los abogados de Carroll presentaron un intercambio de correos electrónicos de 2017 entre ella y Martin, indicando la intención de «conspirar» cumpliendo con su «deber patriótico». Carroll afirmó que no estaba planeando «derribar a Donald Trump», como Tacopina sugirió que podrían implicar los mensajes. Un exgerente de Bergdorf Goodman testificó que a menudo los departamentos quedaban desatendidos y los vestidores estaban abiertos (aunque las puertas se habrían cerrado automáticamente con llave si estuvieran cerradas). El juez dictaminó que las pruebas relacionadas con la financiación del juicio por parte de Reid Hoffman eran inadmisibles y dijo: «He determinado que prácticamente no hay nada allí en términos de credibilidad». Trump comentó sobre la demanda en Truth Social, calificándola de estafa y mencionando el tema del ADN. El juez Kaplan advirtió a Tacopina que Trump debería dejar de hacer tales comentarios, ya que constituían una responsabilidad potencial para él.
El 27 de abril, Carroll fue interrogada por Tacopina, quien le preguntó por qué no gritó durante el presunto incidente. Dijo que «tenía demasiado pánico como para gritar». Dijo que estaba sorprendida por el repentino giro hacia la agresión, que supuestamente comenzó cuando Trump la empujó contra la pared y la besó, y terminó sin comunicación entre ellos; dijo que no notó otros clientes cuando se fue. Dijo que se había arrepentido diariamente desde que demandó a Trump por primera vez debido a que se sentía amenazada, y explicó que había recibido muchos comentarios negativos que se hacían eco de los ataques de Trump. Además, dijo que no podía recordar el significado específico de su respuesta por correo electrónico de 2017 a Martin. Carroll dijo que omitió el incidente de su diario porque pensó que la obligaría a pensar en la experiencia negativa, y dijo que se sintió inspirada a presentarse por el movimiento Mee Too, especialmente los casos de abuso sexual de Harvey Weinstein. Dijo que aunque quería que su libro tuviera éxito, no tenía problemas económicos. Tacopina mencionó el vestido que supuestamente usó Carroll durante el incidente, lo que llevó al juez a suspender el testimonio por ese día, aunque Tacopina afirmó que no había planeado mencionar lo del ADN.
Carroll terminó de testificar el 1 de mayo, donde Tacopina citó inconsistencias en el relato de Carroll, como que ella afirmó que no había usado los probadores de Bergdorf en los años posteriores a la presunta agresión antes de decir que en realidad los había usado desde el incidente. Tacopina reprodujo un clip de audio de Carroll diciendo que no culpaba a Trump por el cese de su vida romántica, pero que «simplemente no tuvo la suerte de conocer a esa persona que me haría sentir deseos nuevamente» y que «tal vez en ese vestuario se mataron mis ganas de deseo». Carroll había dicho que era una «gran admiradora» del programa de Trump, The Apprentice, debido a su destacada «competencia ingeniosa». También preguntó en las redes sociales: «¿Tendrías relaciones sexuales con Donald Trump por 17.000 dólares? Incluso si pudieras a) donar el dinero a una organización benéfica? b) ¿cerrar los ojos? Y a él no se le permite hablar». Además, Tacopina preguntó si Carroll había visto un episodio de 2012 de Ley y orden: Unidad de víctimas especiales que involucraba una violación en un probador de Bergdorf, que Carroll dijo que no había visto y que calificó de coincidencia «asombrosa». Tacopina también se refirió a un incidente en el que Carroll llamó a la policía para denunciar un vandalismo en un buzón, lo que le llevó a explicar: «No quiero que nadie sepa que sufro. Hasta ahora, me daría vergüenza que la gente supiera lo que realmente está pasando».
También el 1 de mayo, el equipo de Trump solicitó la anulación del juicio, alegando que el juez estaba siendo injusto a favor de Carroll. Durante el contrainterrogatorio, Tacopina había cuestionado un pasaje del libro de Carroll de 2019 que sugería que todos los hombres deberían ser enviados a Montana para «reentrenarse», y el juez explicó que era una alusión a Una propuesta modesta de Jonathan Swift (cuyo título tomó Carroll para el subtítulo de su libro de 2019), que sugiere satíricamente que los irlandeses pobres podrían aliviar sus problemas económicos vendiendo a sus hijos como comida a los ricos. Tacopina se quejó de que el juez, al proporcionar esta aclaración, había «reforzado el testimonio [de Carroll]». El juez Kaplan denegó la solicitud de anulación del juicio sin comentarios.
El 2 de mayo, testigos declararon a favor de Carroll. Lisa Birnbach dijo que en 1996, recordando haberse reunido con Trump ese enero para una historia que estaba escribiendo, dijo que Carroll la llamó, y sin aliento, alegó que Trump acababa de violarla. Birnbach presuntamente se ofreció a transportar a Carroll a la policía, pero ella se negó y pidió que su conversación permaneciera en secreto. Birnbach dijo que no volvió a hablar de ello hasta 2019, una vez que Carroll decidió hacer pública su experiencia. Jessica Leeds, una corredora de bolsa jubilada, testificó que Trump la había manoseado repentinamente de manera similar a Carroll mientras Leeds viajaba en un avión a fines de la década de 1970. Leeds dijo que una azafata la invitó a pasar a primera clase y la sentó al lado de Donald Trump, a quien no conocía, y que él le tocó el pecho y trató de besarla, pero que ella se separó cuando él empezó a alcanzarla hasta su falda. Recordó a los pasajeros sentados detrás de ellos, que no intervinieron, y razonó que el incidente pudo haber durado menos de un minuto. Leeds dijo que no habló sobre el incidente, pero que Trump la vio más tarde y se refirió a ella como «esa zorra del avión». También el 2 de mayo, Tacopina confirmó que Trump no testificaría en el juicio.
El 3 de mayo se mostró al jurado un vídeo de la declaración de Trump. Trump afirmó que rara vez compraba en Bergdorf Goodman y reiteró que no leyó las acusaciones escritas de Carroll ni en su libro ni en su artículo de la revista New York. Una psicóloga clínica testificó que evaluó a Carroll y descubrió que la presunta violación la había dañado, pero no encontró signos de trastorno mental. La periodista Natasha Stoynoff testificó que mientras visitaba Mar-a-Lago en diciembre de 2005, Trump la llevó a ver una habitación mientras su esposa Melania se cambiaba de ropa; supuestamente la obligó contra una pared y la besó mientras ella intentaba empujarlo y le dijo que iban a tener una aventura, citando la conocida frase «el mejor sexo que he tenido» atribuida a su anterior esposa, Marla Maples. Stoynoff dijo que sólo se lo contó a un número limitado de personas porque no quería que eso afectara su carrera. Se mostró al jurado un clip en el que Trump niega la afirmación de Stoynoff mientras se postulaba para presidente, en el que insinúa que ella no es atractiva. Además, el 3 de mayo Tacopina anunció que el equipo de Trump no presentaría un caso de defensa. Tacopina dijo que, por motivos de salud, decidieron no llamar al perito que habían propuesto.
El 4 de mayo, la presentadora de noticias Carol Martin testificó y corroboró el relato de Carroll sobre su conversación después del presunto asalto, pensando que ocurrió en algún momento entre 1994 y 1996, y recordando que Carroll dijo que ella también se lo había contado a Birnbach. Martin dijo que ella y Carroll no «conspiraron» contra Trump, aunque la primera demostró odio hacia Trump en algunos de sus mensajes de texto. Se reprodujeron clips de la declaración de Trump. Tanto la fiscalía como la defensa dieron por finalizado su caso el 4 de mayo. Ese día Trump hizo una declaración desde Irlanda indicando que podría asistir al juicio. El juez permitió que Trump reabriera el caso, pero Trump no respondió antes de la fecha límite del 7 de mayo.
El 8 de mayo se presentaron los alegatos finales. La abogada de Carroll, Roberta Kaplan, citó la vestimenta de su cliente durante la presunta agresión (un vestido de lana con mallas) como indicación del clima en ese momento, al que Carroll había acotado después de la colaboración de Birnbach con Trump en un artículo de febrero de 1996, pensando además que sucedió en un jueves porque la tienda estaba abierta hasta tarde. Además, presuntamente sucedió mientras Carroll presentaba un programa de entrevistas en America's Talking (1994-1996), que Kaplan argumentó que Trump probablemente vio en parte porque se transmitió inmediatamente antes de una entrevista con él filmada en el mismo edificio para la misma cadena. Kaplan argumentó que Carroll «estaba tratando de aceptar el hecho de que estaba siendo atacada», lo que recordaba con «gran detalle». Kaplan citó el momento de la declaración de Trump en el que confundió a Carroll con su esposa, evidentemente desacreditando su afirmación de que ella no era su «tipo»; además, Kaplan afirmó que Trump siguió un patrón de comportamiento establecido cuando se le sorprendía cometiendo un delito al poner una excusa (que la fotografía supuestamente estaba borrosa). Otro de los abogados de Carroll argumentó que Tacopina se basó en la retórica más que en la evidencia y citó el hecho de que Trump no negó los cargos en persona, ridiculizando aún más la idea de que Carroll, Birnbach y Martin conspiraron en secreto para derribar a Trump basándose en la trama de un episodio de Law. & Orden: UVE. Tacopina se centró en las lagunas en el caso de la demandante, en particular en la fecha desconocida del incidente, afirmando que «adaptó su testimonio» diciendo que se dio cuenta de que era un jueves y la acusó de no llevar el caso a la policía porque «nunca superaría una investigación policial ni en un millón de años». Tacopina repitió el rechazo de Trump a la cinta de Access Hollywood como «charla de vestuario» y argumentó que muestra a Trump alardeando de que «las mujeres te permiten hacer algo» en lugar de agresión sexual. Argumentó que la historia de Leeds era falsa porque otros pasajeros de la aerolínea no se habrían quedado sentados y dejado que sucediera. También afirmó que la fiscalía podría haber llamado a Trump como testigo pero, «en cambio, lo que quieren es que usted lo odie lo suficiente como para ignorar los hechos».

#### Veredicto y consecuencias (mayo de 2023 hasta el presente)
El jurado llegó a una decisión unánime el 9 de mayo de 2023, tras deliberar durante menos de tres horas. Considerando la preponderancia de la evidencia, el jurado emitió un veredicto que primero declaró que Carroll no había probado que Trump la había violado, y luego afirmó que Carroll sí había demostrado que Trump había abusado sexualmente de ella, y también afirmó que Trump difamó a Carroll con declaraciones falsas con real malicia en la publicación Truth Social de octubre de 2022; por lo tanto, el jurado le otorgó a Carroll un total de $5 millones en daños por parte de Trump.
En una aparición en CNN el día después del veredicto, Trump llamó «loca» a Carroll, dijo que el juicio estaba «amañado», negó haber violado a Carroll y dijo «Yo tampoco hice nada más» y afirmó «No sé quién diablos es ella». Esto llevó a Carroll a considerar una tercera demanda por difamación contra Trump en relación con estos comentarios.
El 11 de mayo de 2023, Trump apeló el veredicto. El 8 de junio, el equipo de Trump solicitó que el premio se redujera a menos de 1 mill̟ón de dólares o que se debería celebrar un nuevo juicio por daños y perjuicios, citando el rechazo del jurado a la demanda por violación. Los abogados de Carroll dijeron que Trump caracterizó erróneamente el veredicto (que abusó sexualmente de Carroll) como respaldo de su afirmación de que no la violó. El 23 de junio, los abogados de Trump ofrecieron 5,55 millones de dólares a un tribunal federal en caso de que la apelación fracasara.
El 27 de junio, Trump presentó una contrademanda alegando que Carroll lo había difamado, particularmente cuando ella le dijo a CNN que «él sí» la violó en respuesta a una pregunta sobre si el jurado no lo había declarado responsable de ese delito. Según el abogado de Carroll, otras cuatro declaraciones hechas en la reconvención ocurrieron fuera del plazo de prescripción de un año de Nueva York. El 7 de agosto, el juez Kaplan desestimó la reconvención. Unos días después, Trump apeló.
El 19 de julio, el juez Kaplan denegó el intento de Trump de realizar un nuevo juicio, ya que no hubo «resultados gravemente erróneos» ni «error judicial». Al analizar los argumentos de Trump, Kaplan descubrió que Trump «malinterpreta el veredicto del jurado», ya que en realidad, la «prueba establecida de manera convincente, y el jurado concluyó implícitamente, de que el Sr. Trump penetró deliberada y por la fuerza la vagina de la Sra. Carroll con sus dedos, causando dolor inmediato y daños emocionales y psicológicos duraderos». Kaplan afirmó que Trump había violado a Carroll según el significado común de la palabra y falló en contra de alterar el monto de la indemnización.
El 14 de mayo de 2024 los abogados de Carroll solicitaron una apelación acelerada, argumentando que su finalización para julio de 2024 disminuiría la posibilidad de que Trump buscara retrasos relacionados con otros juicios o su potencial presidencia.

## Vuelta a la demanda por difamación original (mayo de 2023 hasta el presente)

### Juicio (enero de 2024)
El juicio comenzó el 16 de enero de 2024, con la asistencia de Trump y el juez Lewis A. Kaplan presidiendo. Se seleccionó un jurado de nueve miembros, nuevamente anónimo incluso para los abogados y el juez, quienes recomendaron el uso de apodos para mayor protección. Antes de las declaraciones iniciales, la cuenta Truth Social de Trump hizo 22 publicaciones sobre Carroll, que el abogado de este último citó en las declaraciones iniciales. Habba argumentó que los atacantes de Carroll no se inspiraron en Trump porque Carroll fue atacada por primera vez en línea antes de que Trump negara sus acusaciones. Habba insinuó que Carroll quería que «Trump le pagara por los malos tweets». El juez reprendió a Habba por repetir algunos argumentos sobre temas sobre los que ya se había pronunciado.
El 17 de enero, Carroll testificó y fue interrogada. Su abogado se quejó de que durante el testimonio se podía escuchar a Trump decir cosas como «caza de brujas» y «estafa»; Según los informes, también golpeó la mesa. El juez advirtió a Trump que podría obligarlo a irse. Trump respondió que «le encantaría». Trump publicó en Truth Social que se sentía obligado a asistir a «cada momento» del juicio, además de atacar al juez y afirmar que era a él a quien se le debía una indemnización. El juez Kaplan corrigió a Habba en el procedimiento del juicio varias veces, incluido el proceso de presentación de pruebas.
Trump no asistió al juicio el 18 de enero, ya que asistió al funeral de su suegra. Un profesor de la Universidad Northwestern que actuó como perito de Carroll argumentó que 12,1 millones de dólares podrían gastarse justamente en pagar a expertos conservadores para reparar la reputación de Carroll. En su contrainterrogatorio por Habba, Carroll testificó que preferiría tener la reputación que tenía antes de acusar a Trump en lugar de la popularidad que ganó, que, según ella, «rebajó» su reputación. Después del procedimiento de ese día, el tribunal suspendió la sesión durante una semana.
Durante el juicio, Habba volvió a apuntar a la conexión entre Carroll y George Conway, lo que llevó a este último a afirmar que «no hay ningún secreto allí». El 19 de enero, Habba solicitó la anulación del juicio en este caso basándose en que Carroll había eliminado correos electrónicos que contenían amenazas de muerte. (El juez Kaplan finalmente negó la solicitud de anulación del juicio; explicó que comenzar el juicio de nuevo no solucionaría los correos electrónicos eliminados). En un expediente judicial del 20 de enero, Roberta Kaplan dijo que tenía la intención de presentar nuevas pruebas el 22 de enero, incluidos comentarios extrajudiciales de Trump durante el juicio.
El 22 de enero, el proceso judicial terminó antes de tiempo porque un miembro del jurado y Habba informaron que no se sentían bien. Posteriormente, Trump hizo numerosas publicaciones en Truth Social despreciando a Carroll. Habba solicitó que el juicio no se llevara a cabo el 23 de enero, ya que Trump estaría involucrado en las primarias de New Hampshire ese día. La noche del 24 de enero, Trump publicó 37 veces en Truth Social sobre Carroll.
El 25 de enero, el abogado de Carroll citó el testimonio de Trump en el juicio civil sobre bienes raíces en Nueva York en el que argumentó que él valía miles de millones de dólares, respaldando la solicitud de Carroll de 10 millones de dólares o más en daños como algo relativamente conservador. El equipo de Carroll concluyó su caso ese día. Trump testificó brevemente y dijo que mantenía su testimonio de 2022 de que la afirmación de Carroll era un «engaño» y una «estafa». También dijo que nunca había ordenado a nadie que lastimara a Carroll y (en un comentario eliminado del expediente) que «sólo quería defenderse» a sí mismo, a su familia y a la presidencia. Luego la defensa abandonó su caso.
Trump llegó tarde el 26 de enero. Como Habba hablaba fuera de turno, el juez le dijo que estaba «a punto de pasar algún tiempo en la cárcel». Poco después, minutos después del argumento final de Roberta Kaplan, durante el cual ella pidió $12 millones en daños, Trump de repente se levantó y abandonó la sala del tribunal.

#### Veredicto y consecuencias (enero de 2024 hasta el presente)
El 26 de enero de 2024, el jurado deliberó durante tres horas y le otorgó a Carroll 7,3 millones de dólares en daños emocionales, $11 millones en daños relacionados con la reputación y 65 millones de dólares en daños punitivos, por un total de 83,3 millones de dólares. El jurado encontró que Trump había cometido abuso sexual y tocamientos forzados, dos de los tres elementos del reclamo de agresión de Carroll. Trump dijo que apelaría.
El juez aconsejó a los miembros del jurado que no revelaran que habían participado en el juicio y les prohibió revelar las identidades de otros miembros del jurado.
En una carta del 29 de enero al juez Kaplan, Habba citó un artículo del New York Post que afirmaba que Kaplan, como socio senior en litigios, había servido como algo así como un mentor de la asociada junior en litigios Roberta Kaplan durante sus casi dos años de tiempo superpuesto en el bufete de abogados Paul, Weiss, Rifkind, Wharton & Garrison en la década de 1990. Al día siguiente, Roberta Kaplan calificó las acusaciones de «completamente infundadas» y dijo que no recordaba haber interactuado directamente con Lewis Kaplan durante el tiempo que compartieron en la empresa. Habba dijo que la respuesta de Roberta Kaplan aparentemente había resuelto el problema.
El 30 de enero, la gobernadora de Nueva York, Kathy Hochul, mencionó el caso durante una ceremonia de firma de un proyecto de ley que ampliaría la definición legal de violación del estado para incluir el contacto vaginal, anal y oral no consensuado, con vigencia no retroactiva a partir del 1 de septiembre de 2024.
El 19 de febrero, un abogado de Carroll declaró en MSNBC que su equipo continuaba monitoreando a Trump a título legal, ya que el fin de semana anterior había repetido su afirmación de que no había conocido a Carroll antes de que ella hiciera su acusación contra él.

##### Esfuerzos para reducir, suspender o revocar sentencia (febrero-abril de 2024)
El 23 de febrero, argumentando que la pena probablemente sería reducida o rescindida, los abogados de Trump solicitaron una suspensión del plazo de pago hasta un mes después de que Kaplan se pronunciara sobre las mociones posteriores al juicio (programadas para el 7 de marzo), o permitir un pago menor, entre 24 y 40 millones de dólares. El 24 de febrero, el juez Kaplan denegó la suspensión basándose en que el pago seguía sin estar garantizado y que el equipo de Trump no había «brindado primero [a Carroll] una oportunidad significativa de ser escuchada».
El 5 de marzo, los abogados de Trump solicitaron una reducción de los daños o la celebración de un nuevo juicio basándose en que se habían excluido pruebas sobre el estado de ánimo de Trump al comentar sobre Carroll. Según el equipo de Trump, el juez no dio instrucciones al jurado para determinar si actuó con malicia según lo define el derecho consuetudinario, que dicta que era su «único y exclusivo deseo de dañar» a Carroll. El 7 de marzo, el juez denegó la solicitud y afirmó que Trump había «esperado hasta 25 días después del veredicto del jurado» para presentar la moción.
Un intento de apelación requirió que Trump pagara el dinero de la indemnización al tribunal (que lo retendría durante su apelación) o buscara un acreedor que lo ayudara con una fianza de apelación. El 8 de marzo, Trump presentó un aviso de apelación y obtuvo una indemnización de un bono de 91,63 millones de dólares (basado en el 110% que normalmente exige el tribunal de distrito para cubrir los intereses), suscrito por una filial de la compañía de seguros Chubb. El 11 de marzo, los abogados de Carroll pidieron al juez que aprobara la fianza, pero solicitaron la anulación del texto del acuerdo de fianza que añadía un retraso de 30 días al plazo de pago de daños y perjuicios (después de la apelación), más una adición de 30 días para que Chubb lo pague si Trump no puede hacerlo. El juez ordenó retirar esta estipulación y aprobó la fianza al día siguiente.
El 25 de abril, Kaplan confirmó la sentencia, considerándola aprobada «constitucionalmente», y denegó una moción para un nuevo juicio, calificando los argumentos de la defensa, tanto de hecho como de derecho, «completamente sin fundamento». Si bien Trump afirmó que los daños otorgados eran excesivos, Kaplan no estuvo de acuerdo, citando «evidencia de que el Sr. Trump utilizó la oficina de la presidencia -el 'púlpito de intimidación' más ruidoso de Estados Unidos y posiblemente del mundo-, para emitir múltiples declaraciones castigando a la Sra. Carroll», al tiempo que destacó que «los ataques maliciosos e incesantes de Trump contra la Sra. Carroll fueron difundidos a más de 100 millones de personas... Incluyeron amenazas públicas y ataques personales, y pusieron en peligro la salud y la seguridad de la Sra. Carroll. El jurado tenía derecho a concluir que el sr. Trump deterioró la carrera, la reputación y el bienestar emocional de uno de los columnistas y autores de asesoramiento más destacados y exitosos de Estados Unidos».